# Драйтаун (Каліфорнія)
Драйтаун (англ. Drytown) — переписна місцевість (CDP) в США, в окрузі Амадор штату Каліфорнія. Населення — 186 осіб (2020).

## Географія
Драйтаун розташований за координатами 38°26′18″ пн. ш. 120°51′24″ зх. д. / 38.43833° пн. ш. 120.85667° зх. д. (38.438231, -120.856530).  За даними Бюро перепису населення США в 2010 році переписна місцевість мала площу 9,55 км², уся площа — суходіл.

## Демографія
Згідно з переписом 2010 року, у переписній місцевості мешкало 167 осіб у 72 домогосподарствах у складі 50 родин. Густота населення становила 17 осіб/км².  Було 80 помешкань (8/км²).
Расовий склад населення:
| - 91,6 % — білих - 0,6 % — азіатів - 1,2 % — осіб інших рас |

До двох чи більше рас належало 6,6 %. Частка іспаномовних становила 6,6 % від усіх жителів.
За віковим діапазоном населення розподілялося таким чином: 18,6 % — особи молодші 18 років, 64,0 % — особи у віці 18—64 років, 17,4 % — особи у віці 65 років та старші. Медіана віку мешканця становила 50,1 року. На 100 осіб жіночої статі у переписній місцевості припадало 111,4 чоловіків;  на 100 жінок у віці від 18 років та старших — 106,1 чоловіків також старших 18 років.
За межею бідності перебувало 4,1 % осіб, у тому числі 0,0 % дітей у віці до 18 років та 69,2 % осіб у віці 65 років та старших.
Цивільне працевлаштоване населення становило 172 особи. Основні галузі зайнятості: фінанси, страхування та нерухомість — 66,3 %, публічна адміністрація — 2,9 %, роздрібна торгівля — 2,3 %.